# Марс 6
Марс 6 е съветски космически апарат изпратен да изучава планета Марс. Сондата е част от космическа програма Марс и е съставена от орбитален апарат и спускаем модул. Изстрелването е осъществено с ракета-носител Протон-К/Д на 5 август 1973 г. от космодрума Байконур.

## Конструкция на космическия апарат
Марс 6 носи със себе си значително количество научно оборудване за изучаване на Марс. Спускаемия модул е оборудван с термометър и барометър за да определи условията на повърхността, акселерометър и висотомер за спускането в марсианската атмосфера, и инструменти за анализ на материал от повърхността включително и масспектрометър. Орбиталния апарат (още междупланетната космическа станция) е оборудван с магнитометър, детектори за космически лъчения и микрометеорити, и инструмент за изучаване на протонните и електронните потоци от Слънцето.
Космическият апарат е построен от НПО Лавочкин и е първият от серията 3МП, към коиято спада и следващия апарат от програмата Марс 7. Орбиталните апарати Марс 4 и Марс 5 са изстреляни малко по-рано през 1973 г. и се е очаквало да предват информацията подавана от спускаемите модули на Марс 6 и Марс 7. Марс 4 обаче не успява да влезе в орбита около планетата, а Марс 5 е повреден няколко дни след като престоява в марсианската орбита.

## Профил на мисията
Марс 6 е изстрелян с ракета-носител Протон-К, с доипълнителен ускорителен блок Д от ракетна площадка 81 в космодрума Байконур. Изстрелването е осъществено в 17:45:48 UTC на 5 август 1973 г. като първите три степени поставят сондата в ниска земна паркова орбита.
Спускаемият модул достига планетата на 12 март 1974 г. и се отделя от орбиталния модул на разстояние от 48 000 km от повърхността на Марс. Орбиталният апарат навлиза в хелиоцентрична орбита след преминаването на около 1600 km от Марс. Спускаемият модул навлиза в атмосферата в 09:05:53 UT със скорост от 5,6 mk/s. Парашута се отваря в 09:08:32 UT след което модула се забавя до 600 m/s чрез въздушно триене. По това време апарата събира данни и предава директно към кораба за пряка връзка към Земята.
Контактът със спускаемия модул е изгубен в 09:11:05 UT в „директна близост до повърхността“, вероятно поради запалила се спомагателна ракета или когато удря повърхността с приблизителна скорост от 61 m/s.